# ماگنوس ویسلاندر

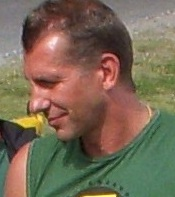
ماگنوس ویسلاندر در سال ۲۰۰۹

هانس اینار ماگنوس ویسلاندر (Hans Einar Magnus Wislander) (زاده: ۲۲ فوریه ۱۹۶۴ در گوتنبرگ سوئد) یک بازیکن هندبال سوئدی است که عنوان هندبالباز قرن را به خود اختصاص داده است. از زمان پذیرشش در تیم ملی او بیش از ۳۸۰ بازی کرده و بیش از ۱۰۰۰ گل به ثمر رسانده است.

## قهرمانی جهان
- ۱۹۹۰ - طلا
- ۱۹۹۳ - برنز
- ۱۹۹۵ - برنز
- ۱۹۹۷ - نقره
- ۱۹۹۹ - طلا
- ۲۰۰۱ - نقره

## قهرمانی اروپا
- ۱۹۹۴ - طل
- ۱۹۹۸ - طلا
- ۲۰۰۰ - طلا
- ۲۰۰۲ - طلا